# Saison 1 d'Awkward
Chronologie
Saison 2 d'Awkward
Cet article présente le guide des épisodes de la première saison de la série télévisée Awkward.

## Distribution

### Acteurs principaux
- Ashley Rickards (VF : Alice Ley): Jenna Hamilton
- Beau Mirchoff (VF : Nicolas Mattys) : Matty McKibben
- Brett Davern (VF : Grégory Praet) : Jake Rosati
- Molly Tarlov (VF : Mélissa Windal) : Sadie Saxton
- Jillian Rose Reed (VF : Julie Basecqz) : Tamara
- Nikki Deloach (VF : Nathalie Stas): Lacey Hamilton
- Desi Lydic (VF : Véronique Biefnot): Valerie Marks

### Acteurs récurrents
- Mike Faiola : Kevin Hamilton
- Jessica Lu (en) : Ming Huang
- Greer Grammer : Lissa
- Matthew Fahey : Ricky Schwartz
- Joey Haro : Clark Stevenson
- Wesam Keesh : Kyle
- Barret Swatek (en) : 'Tante' Ally
- Zachary Abel : James McKibben[1] (épisodes 7 et 12)

## Épisodes

### Épisode 1:Cette fille-là
- États-Unis : 19 juillet 2011 sur MTV
- France : 
  - 5 février 2012 sur MTV France[2]
  - 28 septembre 2013 sur D17[3]
- Québec :  28 août 2014 sur VRAK.TV[4]

- États-Unis : 1,72 million de téléspectateurs[5]

### Épisode 2:La Photo qui tue
- États-Unis :

26 juillet 2011 sur MTV
- France : 
  - 5 février 2012 sur MTV France
  - 28 septembre 2013 sur D17
- Québec :  4 septembre 2014 sur VRAK.TV

- États-Unis : 1,43 million de téléspectateurs

### Épisode 3:Matty et moi
- États-Unis : 2 août 2011 sur MTV
- France : 
  - 12 février 2012 sur MTV France
  - 28 septembre 2013 sur D17
- Québec :  11 septembre 2014 sur VRAK.TV

- États-Unis : 1,62 million de téléspectateurs[6]

### Épisode 4:Conjonctivite
- États-Unis : 9 août 2011 sur MTV
- France :
  - 5 février 2012 sur MTV France
  - 5 octobre 2013 sur D17
- Québec :  18 septembre 2014 sur VRAK.TV

- États-Unis : 1,94 million de téléspectateurs[7]

### Épisode 5:Apparences trompeuses
- États-Unis : 16 août 2011 sur MTV
- France :
  - 19 février 2012 sur MTV France
  - 5 octobre 2013 sur D17
- Québec :  25 septembre 2014 sur VRAK.TV

- États-Unis : 1,88 million de téléspectateurs[8]

### Épisode 6:Jeux de pouvoir
- États-Unis : 23 août 2011 sur MTV
- France : 
  - 19 février 2012 sur MTV France
  - 5 octobre 2013 sur D17
- Québec :  2 octobre 2014 sur VRAK.TV

- États-Unis : 2,36 millions de téléspectateurs[9]

### Épisode 7:Stacey la morte
- États-Unis : 30 août 2011 sur MTV
- France :
  - 26 février 2012 sur MTV France
  - 12 octobre 2013 sur D17
- Québec :  9 octobre 2014 sur VRAK.TV

- États-Unis : 1,99 million de téléspectateurs[10]

### Épisode 8:La Beuverie d'Ally
- États-Unis : 6 septembre 2011 sur MTV
- France :
  - 26 février 2012 sur MTV France
  - 12 octobre 2013 sur D17
- Québec :  16 octobre 2014 sur VRAK.TV

- États-Unis : 2,08 millions de téléspectateurs[11]

Ally une amie de Lacey (la mère de Jenna) vient leur rendre visite. Le père de Jenna étant absent, elles décident d'organiser une soirée.

### Épisode 9:Seize bougies pour Jenna
- États-Unis : 13 septembre 2011 sur MTV
- France :
  - 4 mars 2012 sur MTV France
  - 12 octobre 2013 sur D17
- Québec :  23 octobre 2014 sur VRAK.TV

- États-Unis : 2,28 millions de téléspectateurs[12]

### Épisode 10:Pas de doute
- États-Unis : 20 septembre 2011 sur MTV
- France :
  - 4 mars 2012 sur MTV France
  - 19 octobre 2013 sur D17
- Québec :  30 octobre 2014 sur VRAK.TV

- États-Unis : 2,11 millions de téléspectateurs[13]

### Épisode 11:Coup du sort
- États-Unis : 27 septembre 2011 sur MTV
- France :
  - 11 mars 2012 sur MTV France
  - 19 octobre 2013 sur D17
- Québec :  6 novembre 2014 sur VRAK.TV

- États-Unis : 2,24 millions de téléspectateurs[14]

### Épisode 12:Un choix décisif
- États-Unis : 27 septembre 2011 sur MTV
- France :
  - 11 mars 2012 sur MTV France
  - 19 octobre 2013 sur D17
- Québec :  13 novembre 2014 sur VRAK.TV

- États-Unis : 2,24 millions de téléspectateurs[14]

## Audiences aux États-Unis
| N° d'épisode | Titre français           | Titre original                                 | Chaîne | Date de diffusion originale | États-Unis (en millions de téléspectateurs) |
| ------------ | ------------------------ | ---------------------------------------------- | ------ | --------------------------- | ------------------------------------------- |
| 1x01         | Cette fille-là           | Pilot                                          | MTV    | 19 juillet 2011             | 1,72                                        |
| 1x02         | La photo qui tue         | Knocker Nightmare                              | MTV    | 26 juillet 2011             | 1,43                                        |
| 1x03         | Matty et moi             | The Way We Weren't                             | MTV    | 2 août 2011                 | 1,62                                        |
| 1x04         | Conjonctivite            | The Scarlet Eye                                | MTV    | 9 août 2011                 | 1,94                                        |
| 1x05         | Apparences trompeuses    | Jenna Lives                                    | MTV    | 16 août 2011                | 1,88                                        |
| 1x06         | Jeux de pouvoir          | Queen Bee-atches                               | MTV    | 23 août 2011                | 2,36                                        |
| 1x07         | Stacey la morte          | Over My Dead Body                              | MTV    | 30 août 2011                | 1,99                                        |
| 1x08         | La beuverie d'Ally       | The Adventures of Aunt Ally and the Lil' Bitch | MTV    | 6 septembre 2011            | 2,08                                        |
| 1x09         | Seize bougies pour Jenna | My Super Bittersweet Sixteen                   | MTV    | 13 septembre 2011           | 2,28                                        |
| 1x10         | Pas de doute             | No Doubt                                       | MTV    | 20 septembre 2011           | 2,11                                        |
| 1x11         | Coup du sort             | I Am Jenna Hamilton                            | MTV    | 27 septembre 2011           | 2,24                                        |
| 1x12         | Un choix décisif         | Fateful                                        | MTV    | 27 septembre 2011           | 2,24                                        |